# Surrealistic Pillow
Albums de Jefferson Airplane
Jefferson Airplane Takes Off
(1966) After Bathing at Baxter's
(1967)
Singles
1. Somebody to Love
Sortie : 1er avril 1967
2. White Rabbit
Sortie : 24 juin 1967

Surrealistic Pillow est le deuxième album du groupe américain Jefferson Airplane, et le premier avec Grace Slick et Spencer Dryden. Il est sorti en 1967 sur le Label RCA Records et est considéré comme l'une des pierres angulaires du Summer of Love et de la contre-culture des années 1960.

## Historique
Le batteur Skip Spence quitte le groupe au milieu de l'année 1966 et est remplacé par un batteur de jazz, Spencer Dryden. Vers la fin de l'année 1966, Grace Slick rejoint à son tour l'Airplane, ramenant avec elle deux chansons, Somebody to Love (originellement intitulée Someone to Love) et White Rabbit qui furent composées alors qu'elle faisait partie d'un autre groupe de San Francisco, The Great Society. Ces deux titres seront les deux singles issus de l'album et atteindront tous les deux le Top Ten des charts américains du Billboard Hot 100, 5e place pour Somebody to Love et 8e place pour White Rabbit.
L'album fut enregistré au RCA Victor Music Center of the World à Hollywood entre le 31 octobre et le 22 novembre 1966 et produit par Rick Jarrad, un producteur membre du staff RCA.
Jerry Garcia est uniquement crédité sur le disque de conseiller « musical et spirituel », néanmoins il joue le solo de guitare de Today, de la guitare sur Plastic Fantastic Lover, Comin' Back to Me et How Do You Feel et sur les titres bonus In the Morning et JPP McStepp B Blues. Le fait que Garcia soit sous contrat avec Warner Bros Records ne permettait pas d'officialiser sa présence sur les titres pré-cités.

## Réception critique
L'album se classa à la 3e place du Billboard 200 ce qui fera de lui l'album le mieux classé du groupe. Il sera certifié disque d'or par la RIAA le 24 juillet 1967.
Le magazine Rolling Stone le place à la 146e position de son classement des 500 plus grands albums de tous les temps.
Il est également cité dans l'ouvrage de référence de Robert Dimery Les 1001 albums qu'il faut avoir écoutés dans sa vie.

## Liste des titres

### Face 1
| No | Titre                  | Auteur                      | Date d'enregistrement | Durée |
| -- | ---------------------- | --------------------------- | --------------------- | ----- |
| 1. | She Has Funny Cars     | Marty Balin, Jorma Kaukonen | 31 octobre 1966       | 3:03  |
| 2. | Somebody to Love       | Darby Slick                 | 3 novembre 1966       | 2:54  |
| 3. | My Best Friend         | Skip Spence                 | 4 novembre 1966       | 2:59  |
| 4. | Today (en)             | Balin, Paul Kantner         | 2 novembre 1966       | 2:57  |
| 5. | Comin' Back to Me (en) | Balin                       | 1er novembre 1966     | 5:18  |

### Face 2
| No  | Titre                       | Auteur      | date d'enregistrement | Durée |
| --- | --------------------------- | ----------- | --------------------- | ----- |
| 6.  | 3/5 of a Mile in 10 Seconds | Balin       | 4 novembre 1966       | 3:39  |
| 7.  | D.C.B.A. - 25               | Kantner     | 15 novembre 1966      | 2:33  |
| 8.  | How Do You feel             | Tom Mastin  | 1er novembre 1966     | 3:26  |
| 9.  | Embryonic Journey           | Kaukonen    | 22 novembre 1966      | 1:51  |
| 10. | White Rabbit                | Grace Slick | 3 novembre 1966       | 2:27  |
| 11. | Plastic Fantastic Lover     | Balin       | 3 novembre 1966       | 2:33  |

### Titres bonus
La réédition CD parue en 2003 inclut sept titres supplémentaires :
| No  | Titre                                        | Auteur                | date d'enregistrement | Durée |
| --- | -------------------------------------------- | --------------------- | --------------------- | ----- |
| 12. | In the Morning                               | Kaukonen              | 21 novembre 1966      | 6:21  |
| 13. | J.P.P. McStep B. Blues                       | Spence                | 23 novembre 1966      | 2:37  |
| 14. | Go to Her                                    | Kantner, Irwing Estes | 4 novembre 1966       | 4:02  |
| 15. | Come Back baby                               | trad., arr. Kaukonen  | 6 mars 1967           | 2:56  |
| 16. | Somebody to Love (mono single mix)           | D. Slick              | 3 novembre 1966       | 2:58  |
| 17. | White Rabbit (mono single mix)               | G. Slick              | 3 novembre 1966       | 2:30  |
| 18. | D.C.B.A. - 25 (instrumental) (morceau caché) | Kantner               | ?                     | 2:10  |

## Musiciens

### Membres du groupe
- Grace Slick : chant, piano, orgue, flûte à bec, chant sur Somebody to Love et White Rabbit, chant partagé sur She Has Funny Cars, My Best Friend, D. C. B. A.-25, Go to Her et 3/5 Of A Mile In 10 Seconds
- Marty Balin : chant, guitare, chant principal sur Today, Comin' Back to Me et Plastic Fantastic Lover, chant partagé sur She Has Funny Cars, My Best Friend, Go to Her et 3/5 Of A Mile In 10 Seconds
- Paul Kantner : guitare rythmique, chant, chant principal sur How Do You Feel, chant partagé sur My Best Friend, D. C. B. A.-25 et Go to Her
- Jorma Kaukonen : guitare solo, chant sur Come Back Baby, In the Morning et Embryonic Journey
- Jack Casady : guitare basse, basse fuzz, guitare rythmique
- Spencer Dryden : batterie, percussions

### Musiciens additionnels
- Signe Toly Anderson : chant sur Chauffeur Blues (Version britannique seulement)
- Skip Spence : batterie sur Don't Slip Away, Come Up the Years et Chauffeur Blues (Version britannique seulement)
- Jerry Garcia : « conseiller musical et spirituel » ; guitare sur Today, Comin' Back to Me, Plastic Fantastic Lover, In the Morning et J. P. P. McStep B. Blues

### Production
- Rick Jarrard : production
- David Hassinger : ingénieur
- Herb Greene : photographie

## Charts et certification
| Pays       | Durée du classement | Meilleur classement |
| ---------- | ------------------- | ------------------- |
| États-Unis | 56 semaines         | 3e                  |
| Canada     | 19 semaines         | 3e                  |
| Norvège    | 1 semaine           | 20e                 |

| Pays        | Certification | Ventes      | Date       |
| ----------- | ------------- | ----------- | ---------- |
| États-Unis  | Platine       | 1 000 000 + | 18/04/2017 |
| Royaume-Uni | Argent        | 60 000 +    | 11/10/2019 |

Charts singles
| Année | Single           | Chart            | Durée du classement | Position |
| ----- | ---------------- | ---------------- | ------------------- | -------- |
| 1967  | Somebody To Love | Hot 100          | 15 semaines         | 5e       |
| 1967  | Somebody To Love | Single Top 100   | 1 semaine           | 20e      |
| 1967  | Somebody To Love | (W) Ultratop     | 2 semaines          | 46e      |
| 1967  | Somebody To Love | Top 100          | 1 semaine           | 70e      |
| 1967  | White Rabbit     | Hot 100          | 10 semaines         | 8e       |
| 1987  | White Rabbit     | UK Singles Chart | 1 semaine           | 94e      |